# Générateur de brouillard
Un générateur de brouillard est un générateur de vapeurs froides. On utilise en général des générateurs à ultrasons pour séparer dans l'air les molécules d'eau.
Il y a de plus en plus d'usages de cette vapeur :

## Dans l'alimentaire
- Conservation des légumes frais et des plantes.
- Visualisation des débits (ventilations) et des écoulements de gaz (amélioration de la pénétration dans l'air des mobiles...)
- Spectacles.
- Rafraichissement d'une zone pour le confort ou les loisirs.

Cet appareil n'est pas à confondre avec un brumisateur.

## Dans le monde du spectacle et de la nuit
Des générateurs de brouillard sont également utilisés durant des concerts ou prestations scéniques ainsi que dans des boites de nuit en tant qu'effet visuel, ils sont nommés machine fumigène.

## Dans la sécurité
On parle de générateur de brouillard opacifiant de sécurité pour décrire un appareil émettant un brouillard empêchant tout cambrioleur de distinguer quoi que ce soit dans une pièce où il vient de pénétrer par effraction et ce en 3 secondes, le brouillard durant environ 1 heure, il est de haute densité, très opaque, et limite la visibilité à environ 30 cm. Les objets présents dans la pièce restent intacts, après dissipation, il n'y a pas de résidus. Le brouillard est sans danger pour les humains et les animaux. Le brouillard est produit par un liquide stocké dans le générateur.